# Gerry Citron
Gerry Citron (8 tháng 4 năm 1935 – 8 tháng 7 năm 2005) là một cầu thủ bóng đá người Anh, thi đấu ở vị trí tiền vệ chạy cánh ở Football League cho Chester.